# Métis (satélite)
Métis, também conhecido como Júpiter XVI, é o mais interno satélite natural de Júpiter . Foi descoberto em 1980 por Stephen Synnott em imagens tiradas pela Voyager 2, e foi nomeado em 1983 a partir da primeira esposa de Zeus, Métis. Outras observações feitas entre o início de 1996 e setembro de 2003 pela sonda Galileu permitiram que a superfície da lua fosse fotografada.
Em Métis há acoplamento de marés, o que deixa a forma da lua altamente assimétrica, com o diâmetro equatorial sendo quase duas vezes maior que o polar. Métis é um dos três satélites naturais do Sistema Solar onde o período de rotação do planeta que orbita é maior que o período orbital do satélite (os outros são Adrasteia de Júpiter e Fobos de Marte). Sua órbita está localizada dentro do anel principal de Júpiter, sendo um contribuidor principal do material dos anéis.

## Descoberta e observações
Métis foi descoberto em 1979 (ou 1980 ) por Stephen P. Synnott em imagens tiradas pela sonda Voyager 1 (ou Voyager 2 ) e recebeu a designação provisória S/1979 J 3. Em 1983 foi nomeado oficialmente a partir do ser mitológico Métis, uma titã que foi a primeira esposa de Zeus (o equivalente grego de Júpiter). As fotografias tiradas pela Voyager 1 mostram Métis apenas como um pequeno ponto, portanto o conhecimento sobre Métis foi muito limitado até a chegada da sonda Galileu, que fotografou quase toda a superfície.

## Características físicas
Métis tem uma forma irregular de 60×40×34 km, e é o segundo menor satélite do grupo Amalteia. Sua massa não é conhecida, mas assumindo que sua densidade é parecida à de Amalteia (~0,86 g/cm³), sua massa pode ser estimada em ~3,6×1016 kg. A densidade de Métis implica que a lua é composta de gelo de água com uma porosidade de 10–15%, e Adrasteia pode ser similar.
A superfície de Métis possui muitas crateras. Ela é escura e avermelhada. Há uma grande assimetria entre os hemisférios: o hemisfério condutor (o hemisfério voltado para a direção do movimento orbital) é 1,3 vezes mais brilhante que o outro. A assimetria provavelmente é causada pela alta velocidade e frequência de impactos no hemisfério condutor, que escava um material brilhante (provavelmente gelo) do interior da lua.

## Órbita
Métis é a lua mais interna de Júpiter, orbitando o planeta a uma distância média de 128 000 km (1,79 vezes o raio de Júpiter), dentro do anel principal de Júpiter. Sua órbita tem uma pequena excentricidade e inclinação (0,0002 e 0,06° respectivamente)  ou (0,0012 e 0,019° respectivamente ).
Devido ao acoplamento de marés, a rotação de Métis é síncrona com o período orbital, deixando uma face sempre virada para Júpiter. Ao longo de grandes períodos de tempo, isso forçou Métis para sua menor configuração de energia, que é tendo o maior eixo alinhado com Júpiter. O raio orbital de Métis e Adrasteia continua decrescendo, mas a uma taxa tal que espera-se que estas luas sobrevivam enquanto o próprio sistema solar continuar existindo.

## Relação com os anéis de Júpiter
A órbita de Métis está localizada ~1000 km dentro do anel principal de Júpiter. Métis orbita Júpiter dentro de uma larga abertura de ~500 km no anel. A abertura é claramente relacionada com a lua, mas a origem dessa conexão não foi definida. Métis fornece uma parte significativa da poeira do anel principal. Esse material consiste principalmente de material ejetado da superfície das quatro luas internas de Júpiter por impactos de meteoritos. É fácil o ejecta do impacto se perder dos satélites porque a superfície deles está muito perto da borda das suas esferas de Roche devido a suas baixas densidades.